# Ravenden
Ravenden est une ville située dans le comté de Lawrence, dans l’État de l’Arkansas, aux États-Unis. Sa population s’élevait à 470 habitants lors du recensement de 2010.

## Démographie
| 1940 | 1950 | 1960 | 1970 | 1980 | 1990 |
| ---- | ---- | ---- | ---- | ---- | ---- |
| 240  | 245  | 231  | 219  | 338  | 330  |

| 2000 | 2010 | - | - | - | - |
| ---- | ---- | - | - | - | - |
| 511  | 470  | - | - | - | - |

## Source
- (en) Cet article est partiellement ou en totalité issu de l’article de Wikipédia en anglais intitulé « Ravenden, Arkansas » (voir la liste des auteurs).